# أليتا بوجون
أليتا بوجون (بالإنجليزية: Aletta Beaujon) ولدت في (كوراساو، 1 مايو 1933 - أروبا، 3 يوليو 2001) كانت شاعرة هولندية وعالمة نفسية من جزر الأنتيل الهولندية. ولدت في كوراساو وعاشت فيما بعد في هولندا وأروبا، ونشرت قصائدها باللغات الهولندية والإنجليزية والبابامنتو، أثناء عملها كطبيبة نفسية إكلينيكية. تم اكتشاف قصائد لها غير منشورة بعد وفاتها وتم إصدارها في عام 2009. كانت عائلتها من البروتستانت من الطبقة العليا، ونشأت بوجون في ويلمستاد، وقضت الصيف في مزرعة عمها، مزرعة كولا ديبروت، «سلاغباي». في عام 1950، التحقت بوجون في جامعة نورث وسترن في إيفانستون، إلينوي، لدراسة علم النفس الإجرامي والأطفال. تخرجت عام 1955 وعادت إلى كوراساو.

### استشهادات
1. 1 2 3  de Ridder 2017.
2. ↑  Leibbrand 2009.